# Marché de la Liberté

Le Marché de la Liberté « M’Zee Laurent Désiré Kabila » est l'un des plus grands marchés de Kinshasa, au Congo, situé dans la commune de masina quartier  1. Il fut construit sous la présidence de Laurent-Désiré Kabila pour récompenser les habitants du district de Tshangu pour avoir résisté à l'agression des rebelles en août 1998.